# Nissan Frontier
Der Nissan Frontier ist ein Pick-up-Modell des japanischen Automobilherstellers Nissan.

## D22 & D40 (1997–2021)
Die ersten beiden Generationen sind nahezu baugleich mit den entsprechenden Versionen des Navara. Während der Navara D40 2015 abgelöst wurde, blieb der entsprechende Frontier bis 2021 in Nissans Modellprogramm.

## Eigenständiges Modell (seit 2021)
Erstmals basiert der am 4. Februar 2021 vorgestellte Pick-up nicht mehr auf dem Navara. Seit September 2021 wird er verkauft. Eine überarbeitete Version des Fahrzeugs präsentierte Nissan im August 2024. Die Entwicklung des Midsize-Pick-ups erfolgte für den nordamerikanischen Markt. Er ist mit zwei verschiedenen Radständen verfügbar. Angetrieben wird das Fahrzeug von einem 3,8-Liter-V6-Ottomotor mit einem 9-Stufen-Automatikgetriebe. Der Frontier hat serienmäßig Hinterradantrieb, gegen Aufpreis ist Allradantrieb erhältlich.

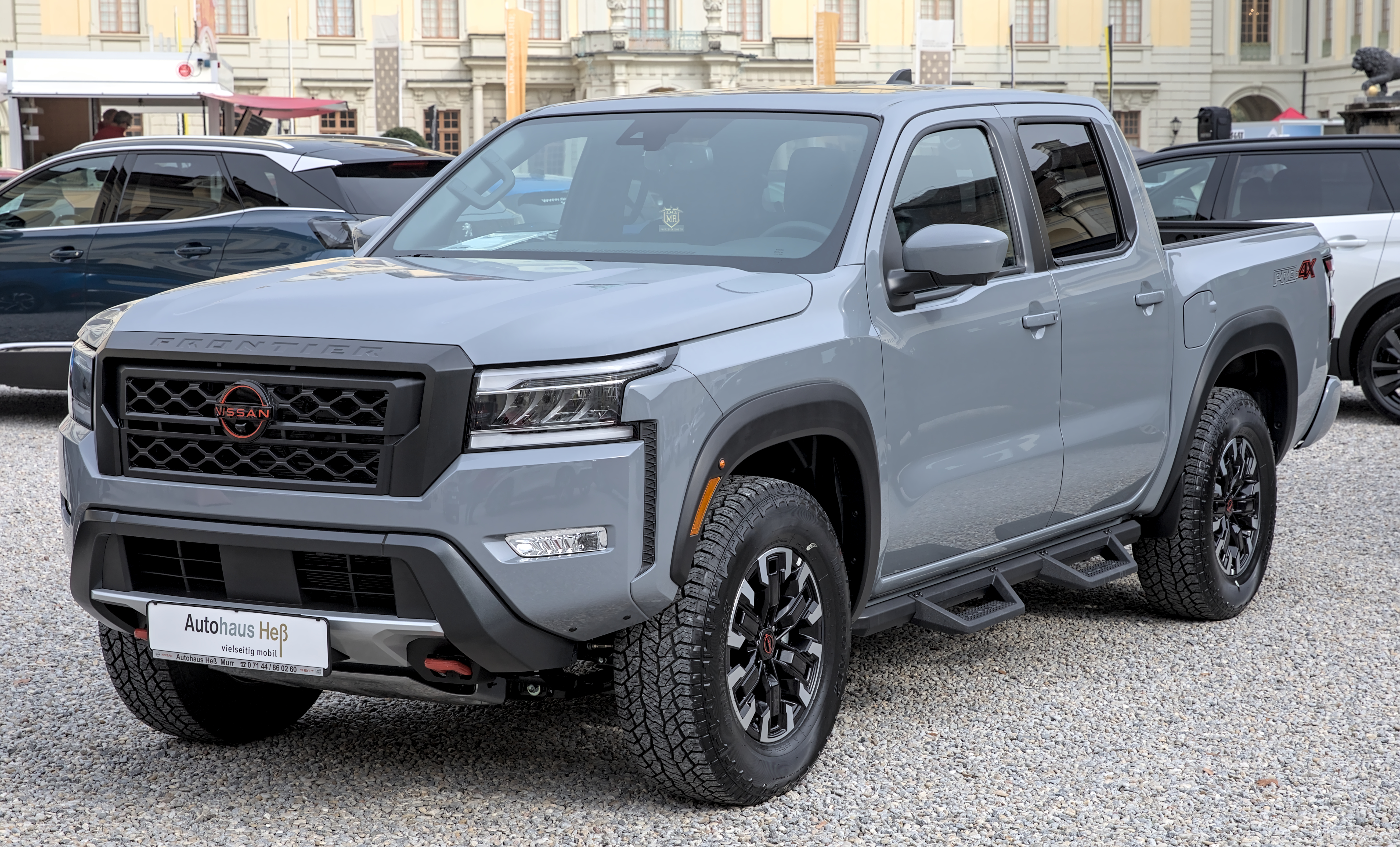
Nissan Frontier Pro-4X (2021–2024)
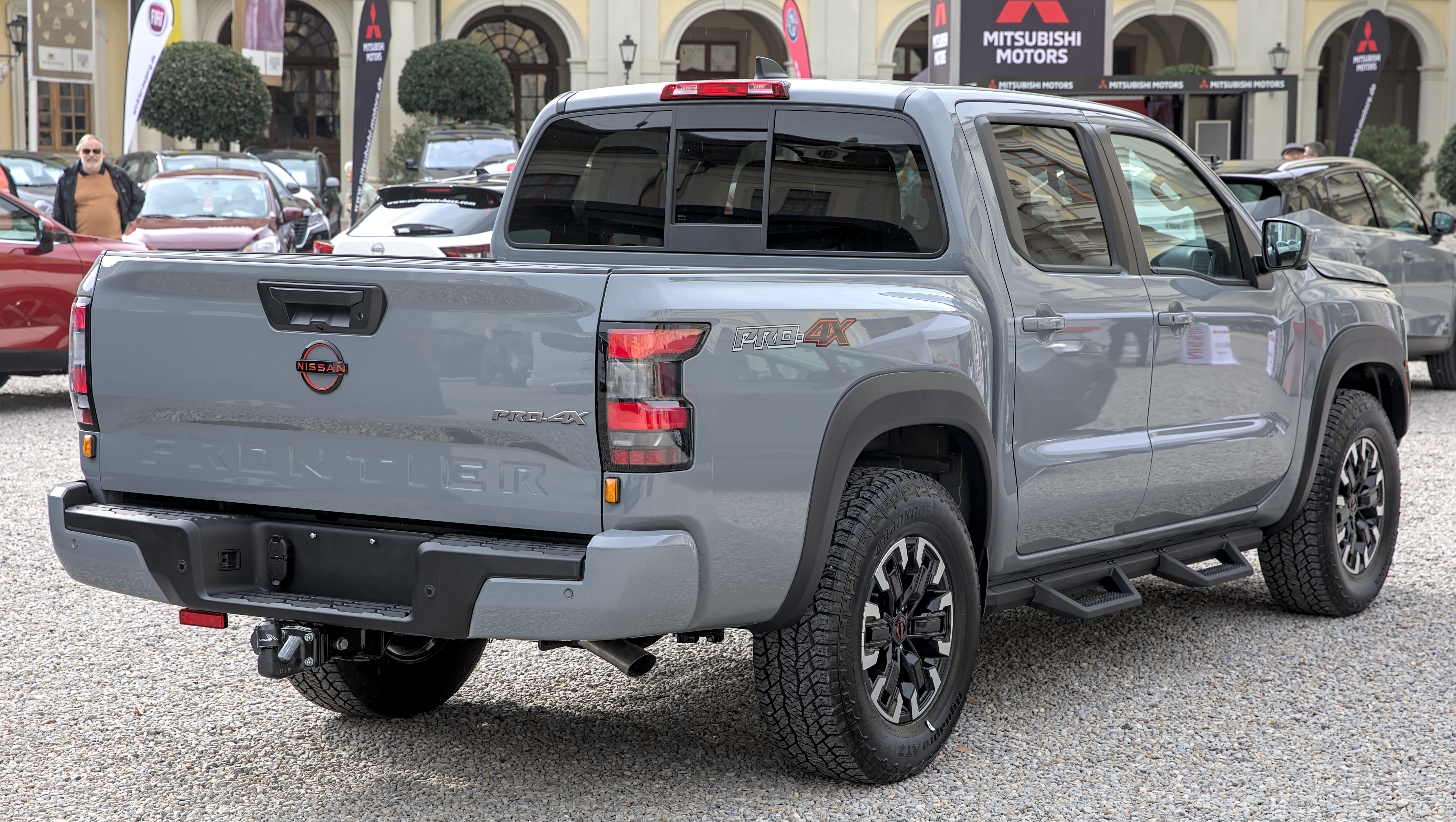
Heckansicht